# Coveñas
Coveñas è un comune della Colombia facente parte del dipartimento di Sucre.
Nata nel XVI secolo come porto per i mercanti di schiavi, nel XX secolo la località divenne un porto petrolifero e fino al 1974 fu sede di una base della Marina militare colombiana. L'istituzione del comune è invece del 2002.